# Ilse Fehling

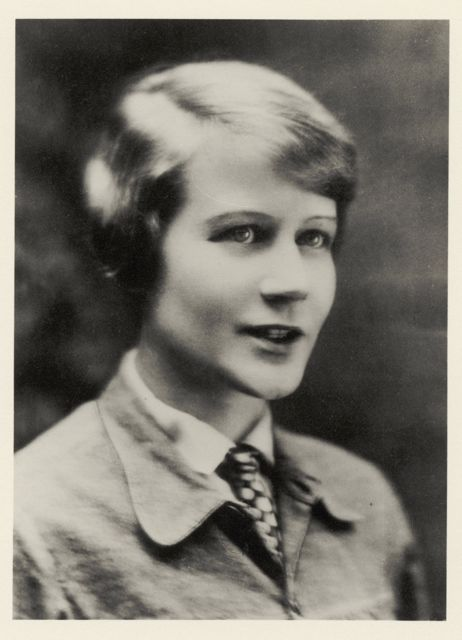
Ilse Fehling, 1928

Ilse Fehling (geboren 25. April 1896 in Danzig-Langfuhr, Deutsches Reich; gestorben 25. Februar 1982 in München) war eine deutsche Bildhauerin, Bühnenbildnerin und Kostümbildnerin.

## Leben
Ilse Fehling war die Tochter des Berufsoffiziers Hermann Theodor Fehling und Enkelin von Hermann Wilhelm Fehling. Zudem war sie eine entfernte Nichte des Regisseurs Jürgen Fehling. Sie besuchte die Töchterschule in Verden und nach der Scheidung der Eltern die Höhere Töchterschule von Amélie Roquette in Lübeck.
Sie besuchte ab 1918 die Berliner Reimann-Schule, um sich zur Kostümbildnerin ausbilden zu lassen. 1919/20 studierte sie zusätzlich Bildhauerei bei Walther Schmarje an der Kunstgewerbeschule in Berlin. Ab 1920 studierte sie am Bauhaus Weimar und besuchte den Vorkurs unter Georg Muche und Johannes Itten und danach die Bildhauerklasse bei Oskar Schlemmer, die Theaterklasse von Lothar Schreyer, die Malklasse von Paul Klee sowie die Harmonisierungslehre von Gertrud Grunow. Carl Georg Heise kaufte 1922 ihr Selbstporträt Maske mit Pudel für die Lübecker Kunsthalle.
Sie entwickelte eine Rundbühnenkonstruktion für das Marionettentheater, die sie sich 1922 patentieren ließ. Sie machte keinen Studienabschluss.
1923 heiratete sie den Wirtschaftsprüfer Henry S. Witting und zog nach Berlin. 1928 wurde Tochter Gaby geboren, 1929 wurde die Ehe geschieden. Fehling arbeitete nun als freischaffende Bildhauerin mit eigenem Atelier. 1923 hatte sie ihren ersten Auftrag für ein Bühnenbild im Theater am Kurfürstendamm, 1924 war sie Ausstatterin der Theatergruppe „Schauspielertheater“. Sie entwarf Keramik für die Steingutfabrik Velten-Vordamm. 1926 entwarf sie die Kostüme für ihren ersten den Film Liebe, von der Hauptdarstellerin Elisabeth Bergner fertigte sie eine Porträtbüste. 1927 hatte sie ihre erste Einzelausstellung in der Galerie Fritz Gurlitt in Berlin.
1931 erhielt sie den Rom-Preis der Preußischen Akademie der Künste und hielt sich bis 1932 in der Villa Massimo auf. 1943 war sie mit einer Porträtplastik Victor de Kowas aus Kunststein auf der Großen Deutsche Kunstausstellung in München vertreten. In der Zeit des Nationalsozialismus hatte Fehling weiterhin Aufträge als Kostüm- und Bühnenbildnerin für Film und Theater, so arbeitete sie 1941 bis 1943 für die Münchener Kammerspiele und 1943/44 für das Thalia-Theater in Hamburg. 1940 wurde sie Chefausstatterin der Tobis-Europa. Ihr Atelier in Berlin wurde ausgebombt und sie bezog ihren zweiten Wohnsitz in Rottach-Egern.
Ab 1952 lebte sie in München, wo sie wieder ein eigenes Atelier hatte. Sie hatte wieder Aufträge für die Ausstattung von deutschen Spielfilmen, insgesamt listet ihre Filmografie 25 Filme auf, und 1956 bis 1962 arbeitete sie für Bühnen in Köln und München, insgesamt wirkte sie bei 40 Inszenierungen mit. 1963 hatte sie in München eine Einzelausstellung bei Wolfgang Gurlitt.
2014 wurde im Münchner Stadtteil Aubing eine Straße nach ihr benannt.

## Ausstellungen (Auswahl)
- Bernd Dürr; Daniela Schroll: Ilse Fehling bauhaus bühne akt skulptur 1922–1967. Ausstellungskatalog. München: Galerie Bernd Dürr, 1990
- Ilse Fehling, München: Plastiken, Zeichnungen. München: Galerie Wolfgang Gurlitt, 1963

## Filmografie (Auswahl)
- 1940: Aus erster Ehe